# 김영수 (1978년)
김영수(金泳秀, 1978년 4월 7일 ~)는 대한한국의 화학자(화학생물학)이며 대학교수이다. 현재 연세대학교 약학대학 약학과의 부교수이다.

## 학력
그는 미국 뉴욕대학교(New York University)에서 2001년 생화학 학사(지도교수: 장영태)를 받은 후 미국 캘리포니아 라호야 소재 스크립스 연구소(Scripps Research)에서 Kim D. Janda 교수의 지도하에 생유기화학을 공부하고 2006년 화학 박사 학위를 취득하였다. 고등학교는 대원외국어고등학교 불어과를 졸업하였다.

## 경력

### 한국과학기술연구원
그는 2006년 12월 한국과학기술연구원(KIST)의 연구원(2006~2010)으로 입사하여 KIST 뇌과학연구소 선임연구원(2010~2016), 책임연구원(2016~2017) 및 과학기술대학원대학교(UST) 생명화학과 부교수(2010~2017) 역임 후 2017년 2월 퇴사하였다.

### 연세대학교
2017년에 연세대학교 언더우드국제대학(UIC)의 융합과학공학부(ISED) 바이오융합전공(Bio-Convergence)과 약학대학 약학과의 조교수로 임용되었으며, 2020년 3월 약학대학 약학과 부교수가 되었다.
현재 연세대학교의 언더우드국제대학(UIC)의 융합과학공학부(ISED) 바이오융합전공(Bio-Convergence, BC), 제약산업학 협동과정 보관됨 2019-09-20 - 웨이백 머신  및 바이오융합 협동과정 과 포항공과대학교(연세대-POSTECH 개방∙공유 캠퍼스)의 겸임 교수이다.

### 기업활동
아밀로이드솔루션(주)의 공동설립자이며 Chief Science Officer이다.

### 학술활동
그는 현재 Scientific Reports의 Editorial Board Member(2015~), PLOS ONE의 Academic Editor(2018~), Experimental Neurobiology의 Executive Editor(2020~), Dementia and Neurocognitive Disorders(DND)의 Editorial Board Member(2018~), 대한퇴행성신경질환학회의 임원(2019/2020 총무이사, 2021 재무이사, 2022 학술이사)로 활동하고 있다. Alzheimer Association, American Chemical Society, 대한화학회, 대한약학회, 대한퇴행성신경질환학회, 대한치매학회, 생화학분자생물학회, 한국분자·세포생물학회, 한국유기합성학회 회원이다.

## 주요수상
- 2022년 대한약학회 차세대선도약학자상
- 2019년 BRIC 국내 바이오분야 연구성과 Top 5[10][11]
- 2019년 보건의료기술진흥유공자 복지부장관상[12]
- 2019년 포스코청암재단 포스코사이언스펠로(11기)[13]
- 2018년 연세대학교 우수강의교수상
- 2017년 KIST인 대상
- 2016년 BRIC 국내 바이오분야 연구성과 Top 5[14][15]
- 2016년 과총 올해의 10대 과학기술 뉴스[16]
- 2016년 이달의 KIST인 상
- 2016년 이달의 KIST인 상

## 연구
김영수 교수는 연세대학교 약학대학이 위치한 국제캠퍼스에서 화학생물학연구실 을 운영하고 있다. 그는 화학생물학을 도구로 사용하여 알츠하이머병의 병리, 치료법 및 진단기술연구를 수행하고 있다. 주요 연구 성과는 아밀로이드베타 응집체를 단량체로 되돌리는 합성신약의 개발과 혈중 아밀로이드베타 올리고머를 검출하는 알츠하이머병 혈액진단기술의 개발이다. 이와 같은 연구는 연구수행 당시 소속기관인 한국과학기술연구원이 2016년과 2017년 로이터가 선정한 글로벌 혁신적 연구기관에 선정되는 데에 기여하였다. 혈액진단기술의 기술이전 비용은 당시(2016년 2월 기준) 국내 정부출연연구기관 기술이전 중 역대 최대 규모였으며 관련 기사는 2016년 2월 2일자 조선일보 1면에 게재되었다. 김영수 교수팀의 2019년 EMM 논문은 Springer Nature의 2019 Research Highlights에 선정되었다. 관련된 대표 연구 성과는 다음과 같다.
- 아밀로이드베타 올리고머 및 플라크를 분해하는 소분자 화합물 EPPS[17][23][30][31][32]
- 알츠하이머 마우스 모델의 학습기억을 회복시키는 타우린[18]
- 아밀로이드베타와 타우 단백질의 응집현상 및 과인산화를 조절하는 네크로스타틴-1[33]
- 알츠하이머병 환자의 혈중 아밀로이드베타 올리고머를 검출하는 CLASS method[23]